# ربل ربل
«یاغی یاغی» یا «ربل ربل» (انگلیسی: Rebel Rebel) ترانه‌ای از موسیقی‌دان انگلیسی دیوید بویی است. این ترانه در فوریه ۱۹۷۴ توسط آرسی‌ای رکوردز در پادشاهی متحده به عنوان تک‌آهنگ لید آلبوم سگ‌های الماسی منتشر شد. این ترانه توسط بووی نوشته و تهیه شده‌است و حول یک ریف گیتار متمایز است که تداعی‌کنندهٔ رولینگ استونز است. دو نسخه از این ترانه ضبط شد: تک‌آهنگ معروف و شناخته‌شدهٔ در پادشاهی متحده و تک‌آهنگ کوتاه‌تر در ایالات متحده، که شامل صدای خوانندهٔ پس زمینه، ضرب‌های اضافی و تنظیم جدید است.
پس از انتشار، این تک‌آهنگ با موفقیت تجاری روبرو شد و در رتبه پنجم جدول جدول تک‌آهنگ‌های بریتانیا و ۶۴ بیلبورد هات ۱۰۰ ایالات متحده قرار گرفت. این ترانه به دلیل ریف و قدرت مرکزی گیتار به عنوان یک سرود گلم مورد استقبال منتقدان قرار گرفت. چندین نشریه آن را یکی از بزرگ‌ترین ترانه‌های بویی می‌دانند. بویی این ترانه را در بسیاری از تورهای کنسرت خود اجرا کرد.